# Чехов, Михаил Александрович
Михаи́л Алекса́ндрович Че́хов (17 (29) августа 1891, Санкт-Петербург, Российская империя — 30 сентября 1955, Беверли-Хиллз, Калифорния, США) — русский, советский и американский драматический актёр, театральный педагог, режиссёр. Заслуженный артист РСФСР (1924). Номинант на премию «Оскар» (1946). Племянник писателя Антона Чехова, сын публициста Александра Чехова. Автор известной книги «О технике актёра».

## Биография
Сын Александра Чехова и его второй жены, Натальи Александровны Гольден (1855—1918).

В 1907 году поступил в театральную школу Петербургского Малого (Суворинского) театра, где его наставниками были Владимир Сладкопевцев и Борис Глаголин (чьи роли он играет на сцене Суворинского театра, в частности, роль Тусика в спектакле «Дачные барышни»); в 1912 году приглашён К. С. Станиславским в Московский Художественный театр и зачислен в филиальное отделение.

Михаил Чехов в роли Калеба Пламмера. Спектакль «Сверчок на печи» по повестям Ч. Диккенса. 1-я студия Художественного театра, 1914—1918 гг.

Через год в Первой студии МХТ стал работать под руководством Л. А. Сулержицкого и Е. Б. Вахтангова.
В 1921 году играет Хлестакова в знаменитой постановке «Ревизора» (реж. Станиславский и Немирович-Данченко). В истории русского театра М. Чехов считается одним из лучших создателей этого образа.
В 1922 году стал во главе Первой студии, которая в 1924 году была преобразована в МХАТ 2-й.
Ещё в 1918 году создал свою студию, где занимался исследованием актёрской психотехники (находясь под сильным влиянием антропософских учений Р. Штейнера и А. Белого). Он был убеждённым последователем Рудольфа Штейнера. Считал антропософию источником духовного возрождения и вместе с тем способом развития актёрского мастерства. Встречу с ней он называл «самым счастливым периодом в своей жизни».
Переделал для сцены «Сказку об Иване-дураке» Л. Н. Толстого.
Принимал участие в гастрольной поездке театра в США в 1922—1923 гг.; американская пресса называла Чехова «Моцартом сцены», «человеком с тысячью лиц».
В 1928 году, не принимая всех революционных перемен, решил не возвращаться с гастролей в Германии. В 1929—1930 годах снялся в трёх фильмах, работал в театре Макса Рейнхардта. В 1930 году попытался организовать театр в Чехословакии, но, получив отказ в субсидии, переехал в Париж. Выступал на сцене драматических театров Берлина, Вены, Парижа, Лондона.
В 1932 году в Риге впервые открыл собственную театральную студию, в которой начал практиковать обучающие мастер-классы, технику и стратегию которых впоследствии изложил в книге «О технике актёра». Трудится режиссёром и актёром в театрах Риги, Сигулды, Каунаса. После переворота в Латвии в 1934 году покидает Ригу. В 1936 году открыл свою студию в Лондоне.
С 1939 года жил в США, создал там свою актёрскую школу «Экторз лаборатори» (англ. Actors Laboratory), которая пользовалась огромной популярностью и известностью в актёрской среде. Михаил Чехов время от времени снимался в кино — в частности, в фильме «Заворожённый» (реж. А. Хичкок), за роль в котором номинировался на «Оскар» в категории «Лучший актёр второго плана» (1946). В том же году стал членом Академии кинематографических искусств и наук. Последние годы жизни занимался преимущественно преподаванием.
Ушёл из жизни в Беверли-Хиллз (штат Калифорния) 1 октября 1955 года. Урна с его прахом захоронена на кладбище Форест-Лон-Мемориал («Лесная поляна») в Голливуде.

## Семья
- Первая жена (1914—1917) — актриса Ольга Константиновна Чехова (урожд. Книппер, племянница Ольги Леонардовны Книппер-Чеховой, жены Антона Павловича Чехова).
  - Дочь Ольга (1916—1966), позднее ставшая немецкой актрисой под псевдонимом Ада Чехова (Tschechowa).
    - Внучка Вера (1940—2024), немецкая киноактриса.
- Вторая жена — немка Ксения Циллер.

## «Система Чехова»
Так сложилось, что в России общепринятым актёрским учением считается «Система Станиславского», которую берут за основу многие педагоги по актёрскому мастерству. Учение Чехова как целостная система приветствуется меньшим числом театральных мастерских, однако каждый актёр волен выбирать именно тот подход, который ему ближе. Школы Чехова и Станиславского во многом похожи, однако их кардинально отличает подход к помещению актёра в предлагаемые обстоятельства. Нельзя забывать, что Михаил Чехов — ученик Константина Станиславского, поэтому присутствующие в их системах различия не означают конфронтацию.

### История создания учения
В 1932 году в Риге Михаил Чехов впервые открыл собственную театральную студию, в которой начал практиковать обучающие мастер-классы, технику и стратегию которых впоследствии изложил в книге «О технике актёра». Сам он называет эту книгу «подглядом» (наблюдением) за техниками множества актёров, встречавшихся ему в жизни и на сцене по всему миру: в России, Латвии, Литве, Польше, Чехословакии, Австрии, Германии, Франции, Англии и Америке. Ему удалось собрать и отфильтровать огромное количество разрозненных, часто не связанных между собой, техник и подходов в одну систематизированную школу. Для этого он много лет занимался упрощением накопившегося материала, а впоследствии применял учение на учениках и актёрах театра, в котором был художественным руководителем (Chekhov Players).
В 1936 году в Англии была открыта театральная школа (Devonshire, Dartington Hall). Чехов являлся её руководителем и начинал первые «эксперименты» по применению своей техники на учениках. Перед началом Второй Мировой войны, школа переехала в Америку, где превратилась в профессиональный театр (Chekhov Players). В то время в Америке не было централизованной актёрской школы, поэтому американцы с интересом воспринимали новые для них подходы Михаила Чехова. Театр пользовался популярностью среди публики и давал спектакли не только на Бродвее, но и ездил на гастроли в другие штаты. Впоследствии молодые актёры театра были призваны на фронт, поэтому «эксперименты» Чехова прекратились .
Михаил Чехов написал свою книгу на английском языке, и только после окончания войны она была переведена на русский язык.

### Отличие от «Системы Станиславского»
Подход Чехова, как и подход Станиславского, определяет создание художественного образа как цель для драматического актёра. Однако для Станиславского образ — результат всей работы, а для Чехова лишь материал для работы. Станиславский призывает актёра искать сходство между «я» и предлагаемыми обстоятельствами, персонажем. Чехов предлагает искать различия. Наглядно различия в подходах видны на примере:
«Возьмём условный кусок: император вышел в приёмную и увидел, что все гвардейцы спят.
По Станиславскому: прежде всего, не играйте императора. Император тоже человек и имеет нормальные реакции. У него нервы, руки, ноги — как у нас. Вас многое с ним роднит. Итак, не император, а вы войдите в комнату. Зачем? Ну, скажем, вы несколько раз звонили, и никто не откликнулся. Вот первое предлагаемое обстоятельство. Какое действие? Вы хотите проверить: неужели в приёмной никого нет? Все покинули пост? И вдруг видите — все здесь, но спят. Не думайте об императоре. Это вы звонили и вы вошли проверить.
По Чехову: какой импульс у вас возникает от этой сцены в контексте целого? Тревога? Смертельная опасность? Комическая неожиданность? Задайте этот вопрос своему воображению и покажите полученный ответ. Например: он ворвался в приёмную, как бык. Вариант: он пугливо заглянул в приёмную, появилась только голова и рука, тела не видно, оно прячется. Вариант: он, по-военному ставя ноги, подошёл к двери в приёмную и толкнул её сильной рукой. Тело было прямым, выражение лица холодным…»
Другими словами, по Станиславскому, актёр должен создавать образ маленькими этапами, осваивая каждый новый этап постепенно, медленно «обживая обстоятельства». В то время, как по Чехову, актёр должен изначально работать с образом, совершенствуя его.

### След в истории
Несмотря на то, что «Техника актёра» не сразу была опубликована в Америке, через «Систему Чехова» прошли Мэрилин Монро, Клинт Иствуд, Энтони Куинн, Юл Бриннер, Ллойд Бриджес и многие другие голливудские «звёзды». Школу называли «кузницей театральных талантов».
Особенно значимым считается вклад Чехова в раскрытие таланта Мэрилин Монро. Многие коллеги ставили под сомнение профессиональную пригодность актрисы, а Чехов открыл для неё свою систему актёрского мастерства, с которой Монро шла на протяжении всей своей карьеры.

### Критика «системы»
В 1972 году в газете «Наука и религия» была напечатана статья Юны Вертман «Победа искусства», в которой говорилось о том, что Михаил Чехов использовал в своём учении «антропософию» Рудольфа Штайнера, что было неприемлемо для Советского Союза.

### Книги о «системе»
- Чехов М. Путь актёра.
- Чехов М. О технике актёра.
- Чехов М. Воспоминания.

## Память
- Имя Михаила Чехова носит Русский театр в Риге.

### Театральные постановки о Михаиле Чехове
- «Ничего, что я Чехов?» — постановка Московского драматического театра «Модерн» (2019)  [14]

## Роли в театре
- 1913 — Фрибэ — «Праздник мира» Г. Гауптмана.
- 1921 — Хлестаков — «Ревизор» Н. В. Гоголя.
- 1924 — Гамлет — «Гамлет» У. Шекспира.
- 1925 — Аполлон Аполлонович Аблеухов — «Петербург» А. Белого.

## Фильмография

### В России

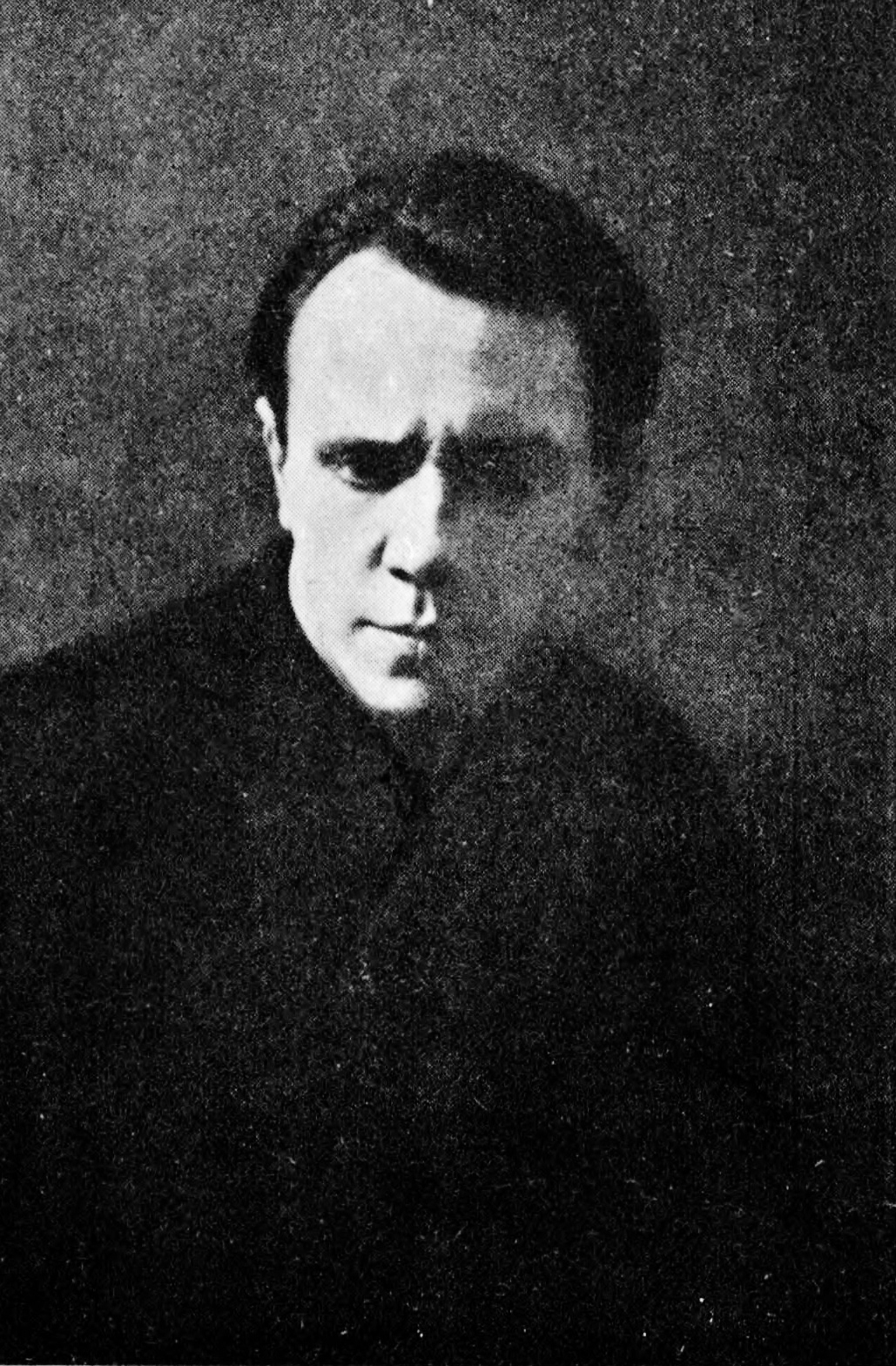
М. А. Чехов, 1922

- 1913 — Трёхсотлетие царствования дома Романовых (1613—1913)
- 1914 — Когда звучат струны сердца
- 1914 — Хирургия
- 1915 — Сверчок на печи
- 1915 — Шкаф с сюрпризом
- 1916 — Любви сюрпризы тщетные
- 1927 — Человек из ресторана

### В Германии
- 1929 — Призраки счастья / Phantome des Glücks
- 1929 — Шут своей любви / Der Narr seiner Liebe
- 1930 — Тройка / Troika

### В США
- 1944 — Песнь о России / Song of Russia
- 1944 — В наше время / In Our Time
- 1945 — Заворожённый / Spellbound
- 1946 — От всего сердца / Cross My Heart
- 1946 — Призрак розы / Specter of the Rose
- 1946 — Ирландская роза Эбби / Abie’s Irish Rose
- 1948 — Техас, Бруклин и небеса / Texas, Brooklyn and Heaven
- 1952 — Приглашение / Invitation
- 1952 — Каникулы для грешников / Holiday for Sinners
- 1954 — Рапсодия / Rhapsody